# Crinia nimbus
A Crinia nimbus a kétéltűek (Amphibia) osztályának békák (Anura) rendjébe, a Myobatrachidae családba, azon belül a Crinia nembe tartozó faj.

## Előfordulása
Tasmania endemikus faja. A sziget déli hegyvonulatain, mintegy 15 különálló helyen figyelték meg. Elterjedési területének mérete körülbelül 4200 km², amelyet északkeleten a Hartz-hegység, északnyugaton a Sprent-hegy, délkeleten a La Perouse-hegy és délnyugaton a Bathurst Harbour határol.

## Nevének eredete
A nimbus név a latin nimbus, viharfelhő szóból származik, utalva a faj élőhelyére.

## Megjelenése
Kis termetű békafaj, testhossza elérheti a 30 mm-t. Háta világosbarna, sötétbarna vagy vörösesbarna színű, sötétebb foltokkal tarkított. A szemek között gyakran V alakú minta található, és néha közel szimmetrikus minták a hát középső és alsó részén. Az orrlyukaktól a szem mögötti részig sötét csík húzódik, amely a szem után kiszélesedik. Hasa barna, fehér foltokkal. Pupillája vízszintes, a szivárványhártya felső felében aranyszínű, alsó felében sötétbarna. Lábán gyakran vízszintes csíkok húzódnak. Az ujjak és a lábujjak között nincs úszóhártya, mindkettő korong nélküli.

## Életmódja
Tavasztól nyárig szaporodik. A nőstény a petéket a szárazföldön, moha- vagy zuzmófészkekben, kis csomókban rakja le. Az ebihalak elérhetik a 2 cm hosszúságot, és sötétbarna színűek. Soha nem úsznak a vízben; ehelyett az összetört pete zselés belsejében fejlődnek Körülbelül 11-14 hónapig tart, amíg békává fejlődnek, miközben várják a téli hóolvadást.

## Természetvédelmi helyzete
A vörös lista a nem fenyegetett fajok között tartja nyilván. Populációja stabil, élőhelye teljes egészében védett területen helyezkedik el.